# Lijst van voetbalinterlands Duitse Democratische Republiek - Turkije
Deze lijst van voetbalinterlands is een overzicht van alle officiële voetbalwedstrijden tussen de nationale teams van de Duitse Democratische Republiek en Turkije. De landen speelden in totaal vijf keer tegen elkaar. De eerste ontmoeting, een kwalificatiewedstrijd voor het Wereldkampioenschap voetbal 1978, werd gespeeld in Dresden op 17 november 1976. Het laatste duel, een kwalificatiewedstrijd voor het Wereldkampioenschap voetbal 1990, vond plaats op 12 april 1989 in Maagdenburg.

## Wedstrijden
| № | Plaats      | Datum            | Competitie           | Wedstrijd                                | Uitslag |
| - | ----------- | ---------------- | -------------------- | ---------------------------------------- | ------- |
| 1 | Dresden     | 17 november 1976 | WK 1978 kwalificatie | Duitse Democratische Republiek – Turkije | 1 – 1   |
| 2 | İzmir       | 16 november 1977 | WK 1978 kwalificatie | Turkije – Duitse Democratische Republiek | 1 – 2   |
| 3 | Istanboel   | 25 maart 1987    | Vriendschappelijk    | Turkije – Duitse Democratische Republiek | 3 – 1   |
| 4 | Istanboel   | 30 november 1988 | WK 1990 kwalificatie | Turkije – Duitse Democratische Republiek | 3 – 1   |
| 5 | Maagdenburg | 12 april 1989    | WK 1990 kwalificatie | Duitse Democratische Republiek – Turkije | 0 – 2   |

## Samenvatting
| Competitie        | Totaal gespeeld | Winst DDR | Gelijk | Winst Turkije | Doelsaldo DDR – Turkije |
| ----------------- | --------------- | --------- | ------ | ------------- | ----------------------- |
| WK-kwalificatie   | 4               | 1         | 1      | 2             | 4 − 7                   |
| Vriendschappelijk | 1               | 0         | 0      | 1             | 1 − 3                   |
| Totaal            | 5               | 1         | 1      | 3             | 5 − 10                  |

Wedstrijden bepaald door strafschoppen worden, in lijn met de FIFA, als een gelijkspel gerekend.

## Details

### Eerste ontmoeting
| WK 1978 kwalificatie (Dresden, Duitse Democratische Republiek, 17 november 1976):                                                                            |              | |
| Duitse Democratische Republiek | 1 – 1        | Turkije |
| Peter Kotte 3' (pen.) | goals        | 31' (pen.) Cemil Turan |
| Georg Buschner | bondscoach   | Doğan Andaç |
| Jürgen Croy Udo Schmuck 48' Gerd Kische Konrad Weise Klaus Müller Reinhard Hafner Reinhard Lauck 71' Hartmut Schade Joachim Streich Peter Kotte Gert Heidler | opstellingen | Şenol Güneş Turgay Semercioğlu Alpaslan Eratlı Erol Togay Fatih Terim Kadir Özcan 9' Ali Yavaş Mehmet Özgül Ali Kemal Denizci İsa Ertürk Cemil Turan |
| Hans-Jürgen Dörner 48' Dieter Riedel 71' | wissels      | 9' Necati Özçağlayan |
| | gele kaarten | ??' Ali Kemal Denizci |

### Tweede ontmoeting
| WK 1978 kwalificatie (Izmir, Turkije, 16 november 1977): |              | |
| Turkije | 1 – 2        | Duitse Democratische Republiek |
| Volkan Yayım 81' | goals        | 30' Hartmut Schade 62' Martin Hoffmann |
| İbrahim Metin Türel | bondscoach   | Georg Buschner |
| Eser Özaltındere 46' Turgay Semercioğlu Erol Togay Fatih Terim Erdoğan Arıca Volkan Yayım İsa Ertürk Önder Mustafaoğlu Öner Kılıç Cemil Turan 73' Mustafa Denizli | opstellingen | Jürgen Croy Hans-Jürgen Dörner Gerd Kische Konrad Weise Gerd Weber Reinhard Hafner Lutz Lindemann Hartmut Schade Hans-Jürgen Riediger 55' Joachim Streich 88' Martin Hoffmann |
| Rasim Erten 46' Sedat Özden 73' | wissels      | 55' Jürgen Pommerenke 88' Jürgen Sparwasser |

### Derde ontmoeting
| Vriendschappelijk (Istanboel, Turkije, 25 maart 1987): |              | |
| Turkije | 3 – 1        | Duitse Democratische Republiek |
| Erdal Keser 45' Kayhan Kaynak 47' Tanju Çolak 76' | goals        | 29' Ralf Minge |
| Mustafa Denizli | bondscoach   | Bernd Stange |
| Şenol Güneş 89' Erhan Önal 8' İsmail Demiriz 81' Ali Çoban Semih Yuvakuran Erdal Keser Riza Çımbalay Savaş Demiral İskender Günen 88' Kayhan Kaynak 70' Tanju Çolak | opstellingen | René Müller Dirk Stahmann Ronald Kreer 67' Frank Rohde Detlef Schößler 53' Hans-Uwe Pilz Jörg Stübner Rainer Ernst Matthias Döschner Ralf Minge Andreas Thom |
| Hasan Vezir 8' Rıdvan Dilmen 70' Müjdat Yetkiner 81' Metin Tekin 88' Fatih Uraz 89'                                                                                 | wissels      | 53' Olaf Marschall 67' Carsten Sänger |

### Vierde ontmoeting
| WK 1990 kwalificatie (Istanboel, Turkije, 30 november 1988):                                                                                                   |              | |
| Turkije | 3 – 1        | Duitse Democratische Republiek |
| Tanju Çolak 24' Tanju Çolak 65' Oğuz Çetin 70' | goals        | 76' Andreas Thom |
| Tınaz Tırpan | bondscoach   | Bernd Stange |
| Fatih Uraz Gökhan Keskin Recep Çetin Semih Yuvakuran Mehmet Cüneyt Tanman Ünal Karaman Uğur Tütüneker Oğuz Çetin 87' Rıdvan Dilmen Tanju Çolak 79' Feyyaz Uçar | opstellingen | Jörg Weißflog Dirk Stahmann 66' Ronald Kreer Matthias Lindner Matthias Döschner Hans-Uwe Pilz Jörg Stübner 46' Rainer Ernst Rico Steinmann Ulf Kirsten Andreas Thom |
| Metin Yıldız 79' Hasan Vezir 87' | wissels      | 46' Thomas Doll 66' Detlef Schößler |
| Hasan Vezir 88' | gele kaarten | 34' Jörg Stübner 38' Rico Steinmann 70' Matthias Döschner 78' Rainer Ernst                                                                                          |

### Vijfde ontmoeting
| WK 1990 kwalificatie (Maagdenburg, Duitse Democratische Republiek, 12 april 1989):                                                                                |              | |
| Duitse Democratische Republiek | 0 – 2        | Turkije |
| | goals        | 21' Tanju Çolak 87' Rıdvan Dilmen |
| Manfred Zapf | bondscoach   | Tınaz Tırpan |
| René Müller Frank Rohde Andreas Trautmann Matthias Lindner Ralph Hauptmann Jörg Stübner 64' Matthias Sammer Hans-Uwe Pilz 19' Ulf Kirsten Ralf Minge Andreas Thom | opstellingen | Engin İpekoğlu Recep Çetin Semih Yuvakuran Cüneyt Tanman Gökhan Keskin Yusuf Altıntaş 65' Uğur Tütüneker Rıdvan Dilmen 80' Oğuz Çetin Tanju Çolak Ünal Karaman |
| Thomas Doll 19' Markus Wuckel 64' | wissels      | 65' Erdal Keser 80' Gökhan Gedikali |
| Matthias Sammer 43' | gele kaarten | 26' Cüneyt Tanman 49' Uğur Tütüneker 60' Yusuf Altıntaş 75' Ünal Karaman                                                                                       |